# Posthochhaus (Wurtzbourg)
La Posthochhaus de Wurtzbourg est un gratte-ciel de dix étages situé près de la gare principale et de la vieille ville, au Bahnhofplatz 2.
Le bâtiment est construit en 1976. Une section du Ringpark dut céder la place au bâtiment, la Bismarckstraße fut déplacée vers le sud. La façade initialement sombre fut recouverte de panneaux blancs en 2003.
Le bâtiment précédent, la poste ferroviaire de Würzburg, fut construit en 1901 et démoli en 1971.
Le bâtiment est occupé par :
- La Deutsche Bundespost utilise le bâtiment pour son administration. Aujourd'hui, il n'y a qu'une seule succursale de la Deutsche Postbank avec des services postaux au sous-sol.
- Un studio régional de la Bayerischer Rundfunk est installé dans le bâtiment depuis 1996[1].
- L'inspection de la police fédérale de Wurtzbourg a 140 agents sur trois étages du bâtiment.